# Гюльбен Ерген
Гюльбен Ерген (нар. 25 серпня 1972, Кадикьой, Стамбул) — турецька співачка та актриса. Почавши свою кар'єру з моделювання та акторської майстерності, Ерген вийшла на музичний ринок як хедлайнер. 2001 року вона отримала нагороду «Найкраща актриса» на премії «Золотий метелик» зі своїм героєм «Ангел», якого вона зобразила у серіалі "Даді". У 2002 році Саде і єдиний хіт альбому «Abai I burn» з нагородою " Video TV Music Music Awards " від Kral TV "в категорії " Склад року ". У 2004 році вона випустила альбом "Ви полетите" і отримала діамантову нагороду від мю-ПЕА . Продаж альбому перевищив 600.000 примірників. З 2009 року пісня Гюльбен Ерген в дуеті з Огужаном Коча(tr,Oğuzhan Koç) під назвою Giden Günlerim Oldu ("У мене були дні йти. ") протрималася в офіційному списку Туреччини ТОП-20 протягом кількох років
Загальний обсяг продажів альбомів складає понад 2 мільйони.

## Життя та кар'єра

### 1972-96: Ранні роки та початок кар'єри
Гюльбен Ерген народилась 25 серпня 1972 року в Стамбулі. Закінчила середню школу в Еренкьойській середній школі, а вищу — в торговій школі Кадикьой. Ерген, була другою на конкурсі кінозірок, організованому газетою " Гюррієт " у віці 16 років у 1987 році, почала моделювати після закінчення середньої школи.
В 1988 році знялась у фільмі де в головній ролі була Бюлент Ерсой, We Can't Leave, це був перший кінофестиваль Ерген. У тому ж році вона знялася з Кенаном Калавом у фільмі «Морські зірки» режисера Картала Тибета. Після цих фільмів, Гюльбен Ерген, яка брала участь у фільмах Аркина і Av, Eşref Kolçak і Kanun воїни, втратила свого старшого брата в дорожньо — транспортній пригоді
Потім Гюльбен Ерген знялася в підголосках Ібрагіма Татлісеса, також була у кліпі Tatlıses «Скажи давай». Гюльбен Ерген також служила у підрозділі Нурдана Торуна. Пізніше вона знімалась у серіалі «Фірат», яку Ібрагім Татлісес режисурував та відігравав головну роль.

### 1997—2001:Привіт,Марзіє,Сліпа коханкатаняня
У вересні 1997 року Гюльбен Ерген випустила свій перший альбом Hello ' з лейблом Elenor Müzik. Кліп зняли на пісні «Sana Sana», «Naughty», «I Love No Rules in Love», «Неважливо, я не можу бути щасливим без тебе».
У грудні 1999 року вийшов другий студійний альбом співака, Кер Ашик . До альбому ввійшли такі піснярі, як «Ехразат» та « Сезен Аксу» . Ерген, який зробив телевізійну програму Gümbür Gümbür Gülbence одночасно, зіграв те саме ім'я в серіалі " Marziye " між 1998 і 2001 роками.
Вона зіграла героя Мелека в серіалі на ім'я Даді разом з Хальдуном Дорменом та Кенаном Ішиком, який транслювався на Шоу ТВ у 2001 році.

### 2002-06:Один і єдиний, тибудеш літати
Третій студійний альбом Ергена, Саде ве Колай, вийшов Неше Мюзік у червні 2002 року. Пісня («Тільки і тільки)», випущена як другий кліп після треку виходу альбому «Я спалив свого брата», залишалася під номером один два тижні у списку топ-чартів MTV Turkey Top 5. Потім були випущені кліпи «Плями на грудях», «Задні вулиці» та «Дякую» відповідно. Він опублікував журнал під назвою співака Гюльбека того ж періоду а серія " Хюррем " про Рокселану відродилася.
У лютому 2004 року було випущено четвертий студійний альбом співака, Учакаксін . Наприкінці року концерт, який він дав у Стамбулі для просування альбому, був випущений на DVD як Gülben Ergen Live у Стамбулі . Відеокліпи «Ти летиш», «Ти мене не обманюєш», «Удар», «Перегородка» та «подоба її юнацького хлопця», зняті до кінця року, альбом продав 600 тис. Примірників у Туреччині. 2005 року «ebullient» мала пісню під назвою « End going album», і ця пісня поєднувалася з ідеєю IDEA 9 + 1 з випущеною назвою.
Гюльбен Ерген одружилася з Мустафою Ердоганом у вересні 2004 року.

### 2006-09:Гюльбен Ерген,Любов ніколи не закінчуєтьсяіпісні довгого шляху
Свій власний п'ятий студійний альбом співака, Гюльбен Ерген, вийшов у червні 2006 року з лейблом Seyhan Müzik. Альбом продав 180 тис. Примірників у Туреччині того ж року. Пісня «Самотність», «Le Lay Lay Lalay», «Так» та «You Love You» була знята на відеокліпи. Співачка працювала з піснями, такими як Sezen Aksu, razehrazat, Yıldız Tilbe, Yalın та Nazan Öncel . Того ж року Kanal D ', опублікувавши також Гонула, що грав у послідовності. У січні 2007 року він народив свою першу дитину Атлас.
У березні 2008 року випустила свій шостий студійний альбом, ASK Ever Bitmez ' через Джейхан музику. У альбомі були зняті кліпи для " Сюрприз ", " Європа ", " Містер Право " та «Або смерть, або весілля»; їх «європейську» пісню чемпіонату Європи з футболу ", яка буде брати участь у збірній Туреччини з футболу в перетвореному порядку, щоб підтримати Еге Çubukçu, було притягнуто до дуету зі справою і було звільнено як сингл. У травні співачка почала представляти програму Surprise разом з Гульбеном Ергеном, яка транслювалася на ATV . З тим же доходом, що і в Фонді освітніх волонтерів Туреччини, який пожертвував Казки від Гюльбека, він витягнув книгу.
Сьомий альбом Ергена Uzun Yol Songs був виданий Seyhan Music у квітні 2009 року. Цей альбом був записаний повністю живим, на відміну від інших альбомів, не містив акустичних елементів і не був використаний комп'ютер при підготовці пісень. Ударна пісня альбому " Від'їзди днів, які я мав ", офіційний список Туреччини "досягла свого першого місця. Пісня стала найбільш продаваною піснею в цифровому режимі в 2009 році. У червні 2009 року співачка народила своїх дітей-близнюків — Ареса та Гюні.

### 2011-13 рр .: Стильний, стильний,життєвий День життя, ти
Гюльбен Ерген випустила сингл « Şıkır Şıkır» у 2011 році. У цій пісні вона виконала дует з Мустафою Сандал. Кліп зняв відомий фотограф Ніхат Одабаши. Ташкін Сабах є музичним керівником сингл-альбому, а Мікс та майстер — Тарік Серан. Ерген дав перший концерт синглу «rıkır Şıkır» в Стамбулі 27 липня 2011 року в Арені Куручешме. Кліп пісні було переглянуто 150 000 разів на Youtube за перші 3 дні її виходу. Сонг, успіхом офіційного списку Туреччини став номер 1 у другому зростаючому номері № 1 Ерген.
Гюльбен Ерген та Мустафа Ердоган розірвали шлюб у квітні 2012 року.
Після концерту в Арені Гюльбен Ерген Куручешме завершила роботу над своїм новим альбомом і випустила свій альбом Hayat Bi 'Gün у серпні. Альбом, підготовлений музичним керівництвом Ташкіна Сабаха, включав авторів пісень, таких як Феттах Кан, Ерсей Юнер, Ефлатун, Сердар Ортач, Мустафа Сандал, а Тарік Серан виконував його мікшування та майстерство. У цьому альбомі було знято перший кліп на пісню Semi-Naked, текст і музика якої належали Сердару Ортачу. Другий кліп альбому був знятий у повільній доріжці під назвою Tesadüf, яку написав і склав Ерсей Юнер. Навесні 2012 року Ґюльбен Ерген змінила великий імідж і зробила кліп на свою швидкісну пісню Vıdı Vıdı, текст і музика якої належать Ефлатуну. Художник, який представив чудовий візуальний за допомогою цього кліпу, отримав повну оцінку від музичної влади.
Влітку 2012 року Гюльбен Ерген у своїх інтерв'ю заявила, що вилучила пісні Метіна Аролата та Кенана Доулу в цьому альбомі та виконає їх іншим часом. Пісня " Стоп світу ", текст і музика якої належить Кенану Доулу, вийшла в серпні 2012 року. У цьому синглі було знайдено дві редакції пісні Озана Доулу та Ташкіна Сабаха. 24 серпня 2012 року Ерген виголосив свій четвертий концерт на Turkcell Kuruçeşme Arena.
Перший EP альбом в червні 2013 року You ' Він випустив пісню " Sen ", текст і музика якої належить Мерту Екрену як пісенну пісню. Офіційний список пісні " Туреччина " досяг найвищого числа 2. Того ж року вона у вересні приймала шоу TV зі своєю новою жіночою програмою «Gülben».

### 2014-сьогодення: я не те саме, що кохання,я кладу своє серце
27 вересня 2014 року вона одружилась з посланцем та ведучим Ерханом Шеліком . Близькі друзі були присутні на весільній церемонії. Ташкін Сабах та Голова правління Сінер Холдинг Кенан Текдаг були свідками весілля. Міський голова Сельчук Dr. Подружжя увійшло у світовий будинок із церемонією весілля Дахі Зейнел Бакічі. Місцем для весілля було обрано багатовіковий особняк одного з гірських сіл Şirince . Свіжий колосок і свіжа лаванда використовувались як концепція шлюбу. Альбом поваги до Каяхана, що вийшов 1 грудня, був представлений у Kayahan Bests No.1 . Вона прокоментувала пісню «Є більше».
Незадовго до виходу її нового альбому у квітні 2015 року вона випустила свій четвертий сингл " Не те саме, що любов ". Текст і музика пісні належать Ожужану Кочу. Це друга пісня, яку вони виконали дуетом разом після того, як у мене були Days to Go . Пісня стала найбільш переглянутим відеокліпом Ергена з 91 мільйоном переглядів на Youtube . У серпні телевізійні екрани телебачення «8 зірок в Туреччині», що належать Acer Ilıcalı, Демет Акалін, Мустафа Сандал та Фуат Гюнер, зроблені разом з юріліком. Програма, що є першим у світі інтерактивним аудіоконкурсом, глядачі та журі миттєво проголосували за спеціальний додаток, призначений для смартфонів та планшетів.
Гюльбен Ерген одружилась з Ерханом Шеліком, головним редактором телеканалу Habertürk 27 вересня 2014 року. 2 років шлюбу вони розлучилися 6 грудня 2016 року.
Після чотирирічної перерви 19 жовтня він випустила свій десятий студійний альбом " Я поклав серце ' . Альбом з'явився першим в i-Tunes, як тільки він увійшов як до попереднього замовлення, так і до найпопулярнішого списку треків. Дебютна пісня альбому була пісня Kalbimi Koydum, яка належить Bora Duran, тексти і музику з тим же ім'ям. Офіційний список пісні " Туреччина " отримав пік під номером 2. Другий відеокліп, тексти пісень та музика альбому були зняті в Fallen Mix, підготовленому парами Мустафи Сандал та Еміни Сандал . 28 березня 2016 року " Кусура Бакма ", третій кліп альбому та його музики, належить Мерту Екрену . Четвертий кліп альбому був знятий на пісню " Міс " з використанням зображень концерту Ергена у шоу-центрі «Бостанчі» . 1 серпня 2016 року вийшов п'ятий відеокліп альбому " Yaklaş Yaklaş ". Шостий кліп був знятий на пісню " Панда " та вийшов 26 вересня 2016 року.
2017 року Гюльбен Ерген, сервер Serene Serengil'in " Зоряне телебачення ", також опублікований у програмі журналу під назвою глухий Кальмасин, який він зробив для свого приватного життя, подав до суду на Серенгілін на оглядах та суді в Стамбулі в жовтні 2017 року, Серенглінь півроку Він ухвалив рішення «не наближатися, ображати і жорстоко більше 30 метрів» до співака. Заявивши, що це рішення було пробито у відповідний час, Ерген повторив справу і засудив Серенгіла до трьох діб ув'язнення у січні 2018 року.
Ерген, з 2017 року, Сонер Сарикабадайі, написаний " по суті " (2017), Сезен Аксу, написаний " Дзеркалом побачимося " (2017), " Вибух " (2018) та " Це моє життя " (2020), і продовжив свою кар'єру, публікуючи такі пісні, як " Müsaadenle " (2019), написані Онуром Мете та Зухалом Караденізом.

## Дискографія
- Привіт (1997)
- Сліпий коханець (1999)
- Звичайний і єдиний (2002)
- Ти полетиш (2004)
- Гюльбен Ерген Живу в Стамбулі (2005)
- 9 + 1 Ідеї ідей (2005)
- Гюльбен Ерген (2006)
- Любов ніколи не закінчується (2008)
- Пісні довгого шляху (2009)
- Hayat Bi 'Gün (2011)
- Я кладу своє серце (2015)

## Фільмографія
| Рік                                    | Назва                                                   | Роль, примітки       |
| -------------------------------------- | ------------------------------------------------------- | -------------------- |
| 1988 рік                               | Ми не можемо розійтися                                  | фільм, Моє           |
| 1988 рік                               | Морська зірка                                           | фільм                |
| 1989 рік                               | Полювання                                               |                      |
| 1990 рік                               | Дамська ферма (TRT)                                     |                      |
| 1991 рік                               | Правозахисники (TRT)                                    |                      |
| 1992 рік                               | Під професією (TRT)                                     |                      |
| 1994 рік                               | Дві сестри (Показати телевізор)                         |                      |
| 1997 рік                               | Фірат (Зоряне телебачення)                              |                      |
| 1998 рік                               | Marziye (TGRT)                                          | Марція               |
| 1998 рік                               | Gümbür Gümbür Gülbence (TGRT)                           | ток-шоу, сервер      |
| 2001 рік                               | Няня (Показати телевізор, всюдихід, зірковий телевізор) | Ангел                |
| 2002 рік                               | Хюррем Султан (Зоряне телебачення)                      | Хуррем Султан        |
| 2006 рік                               | Gönül (Kanal D)                                         | серце                |
| 2008 рік                               | Сюрприз з Гюльбеном Ергеном (atv)                       | ток-шоу, сервер      |
| 2009 рік                               | Popstar Alaturka (Fox TV)                               | конкурс, журі        |
| 2011 рік                               | Gülben (TRT)                                            | Програма дня, ведуча |
| 2012 рік                               | Седа Султан (TV8)                                       | Розділ 1             |
| 2012 рік                               | Здорові дні з Ендером Сарачем (Kanaltürk)               | Розділ 1             |
| 2012 рік                               | Ніхто не такий, як ти (Зоряне телебачення)              | 2 розділи            |
| 2013 рік                               | Gülben (Показати телевізор)                             | Програма дня, ведуча |
| Чий один мільйон? (Показати телевізор) | конкурс, журі                                           |                      |
| 2015 рік                               | Зірка Туреччина (TV8)                                   | конкурс, журі        |
| 2017 рік                               | Королева Палець                                         | Гульбахар            |
| 2019 рік                               | Дуже добре рухається 2                                  | Сам (гість)          |

## Інші роботи

### Нехай діти посміхаються
Дітейська асоціація Дієль Гюльсюн; Діти, започатковані в 2010 році під керівництвом художника Гюльбен Ергена, були створені як продовження кампанії Gülsün Diye. Президентство художника Гюльбен Ергена, дослідники дітей Ельвана Октара Гюльсюн, він вважав, що віце-президент Асоціації дошкільної освіти Туреччини має на меті сприяти поширенню освіти.
До цих пір; Токат, Мардін, Трабзон Вакфікебір, Ерзурум, Сіноп, Хатай, Стамбул, Айдін, Зонгулдак, Ван, Сівас, Маніса, Чанаккале-Ечеабат, Карс, Трабзон, Текірдаг, Чанаккале Біга, Шангюрфа, Кахрама, Кахрама, Кахрама, Кахрама, Кахмаманса, Кахмараса, Кайрамаса, Кайрама, Кахрамаса, Кайрама, Кайрама, Кахрамаса Всього 27 споруджень дитячого садка в Сома, Газіантеп, Ерзінджан, Мерсін та Коня Акшехір було завершено та доставлено до Міністерства національної освіти, оснастивши їх усіма матеріалами, необхідними для сучасної освіти.

### Сюрприз
Це телевізійна програма транслюється на Гюльбен Ерген в ATV . Серед важливих гостей програми, яка розпочала мовлення 14 травня 2008 року, Ібрахім Tatlıses, Ортач, Beyazıt Öztürk, Müslüm Gurses Седа Саян, Hande Yener, Bengü, İsmail YK, Айше Хатун Йонал, Kutsi, Йилмаз Ердоган, Аджун Илиджали, Такі знаменитості, як Tuna Kiremitçi, Demet Akbağ, Hüsnü Şenener, Erol Evgin, Okan Bayülgen . Програма, яка розпочалася через 2 місяці після виходу альбому Aşk Kaç Bitmez, дозволила Ердогану краще просувати свій альбом. Коли Ібрагім Татлісес прийшов на програму другий тиждень і займався балетом у студії, програма набрала велику аудиторію. Пізніше, з відомими господарями Beyazıt Öztürk і Аджун Илиджали, а потім Ортач як гості програми, порядок рейтинг програми значно зросла.

### Гюльбек від
Gülbence — це і назва журналу Гюльбен Ерген, який виходить за період, і ранкова програма, що виходить на період. Ерген зареєструвала це ім'я від свого імені. Пізніше Гюльбенс став іменем, що використовується для підлітків. Журнал Gülbence був щотижневим жіночим журналом. Хюлій Авшаров журнал "S, який був опублікований в той же час, як журнал Hülya, був одним з причин так званої Gülben-Hülya тертя. Ранкова програма, Gülbence, була опублікована в TGRT між 1998—2001 роками. Gülbence, який збільшив продажі альбому Kör Aşık та простежуваність серії Marziye, був запущений у 2006 році, хоча він був згодом видалений. Після програми, яка закінчила своє життя мовлення після вагітності Ергена, Ерген почав презентувати програму «Сюрприз» з Гюльбен Ерген у 2008 році.

### Казки з Гюльбен
Це перша книга Гюльбен Ерген. У книзі є сім казок. Казки написані на такі теми, як навколишнє середовище, любов до брата, дружба, повага до дорослих, любов до природи та тварин та здорове харчування. Гюльбен передала дохід від книги Турецькому фонду волонтерів освіти. Видавництвом книги «Word Publishing» є її ілюстратор Ебру Діріл. Гюльбен Ерген сім днів перебуває у світі дітей із сімома казками! Гюльбен Ерген, одне з важливих імен у світі мистецтва з її піснями, телевізійними програмами та різними дослідженнями соціальної відповідальності, зараз входить у світ дітей з казками. Висловлюючи свою чутливість до дітей при кожній нагоді, книга художника Казки з Гюльбена, опублікована в Word Publications, містить сім казок для дітей протягом семи днів. У книзі на 132 сторінках Ерген також надав експертну підтримку Ергену, який писав казки про екологічну обізнаність, братнє кохання, дружбу, повагу до старших, любов до природи та тварин та здорове харчування. Книга казок, прикрашена Ебру Воскресі, розділена красивими малюнками, незабаром відбудеться в крихітній бібліотеці … Еквівалент дитячого ярмарку Нашіт програми «Перед сном», пісні та програми Баріса Манко з їх зростаючим Гюльбен Ергеном, сьогоднішніх дітей також хочуть позбавити насолоди та цінності. . Починаючи з традицій Аділь Тейзе та Баріша Абебі, Ерген, який хоче спрямувати дітей на краще та красивіше, тепер додає писемності до своєї кар'єри. Гюльбен Ерген, який пожертвував частку доходу автора книги, підготовлену з огляду на множинні теорії інтелекту, Турецькому фонду волонтерів освіти (TEGV), сприятиме вивченню деяких цінностей, розважаючи дітей.

### Gülben (телешоу)
У 2011 році художниця Гюльбен Ерген зібралась з різними частинами свого життя і підготував програму під назвою Gülben, яка транслюється на TRT щонеділі, де цінні вчені та експерти, де життя на перший план, відрізняються від інших телепрограм. 2013 році він продовжував представляти програму на екранах Show TV з такою ж назвою. Зміст програми — у програмі, де в студії обговорюються всілякі питання, пов'язані із життям, людьми та особливо жінками зі своїми експертними гостями; У той же час на екран виходили дуже особливі «людські історії». Окрім таких питань, як кохання та стосунки, здоров'я, дієта, краса, мода, прикраси, особистісний розвиток; Знаменита артистка поспілкувалася та обговорила зі своїми спеціальними гостями у прямому ефірі, щоб поділитися всіма видами інформації, яка дозволить жінкам прожити своє повсякденне життя, можливо, їхнє життя все краще та краще.

## Нагороди
| Yıl  | Ödül veren organizasyon                            | Kategori                                                           |
| ---- | -------------------------------------------------- | ------------------------------------------------------------------ |
| 1987 | Hürriyet Gazetesi Ödülleri                         | Sinema Güzeli 2.lik                                                |
| 1999 | MGD Altın Objektif Ödülleri                        | Başarı Ödülü                                                       |
| 1999 | Avşa Film Festivali Ödülleri                       | En İyi Bayan Oyuncu                                                |
| 1999 | Başarılı Grafik                                    |                                                                    |
| 1999 | MGD Altın Objektif Ödülleri                        | 1998 Yılının Televizyon Başarısı                                   |
| 2000 | MGD Altın Objektif Ödülleri                        | En İyi Performans                                                  |
| 2000 | MGD Altın Objektif Ödülleri                        | En İyi Tv Yıldızı                                                  |
| 2000 | MGD Altın Objektif Ödülleri                        | 1999 Yılının Televizyon Başarısı                                   |
| 2001 | MGD Altın Objektif Ödülleri                        | 2000 Yılının Televizyon Başarısı                                   |
| 2001 | 29.Altın Kelebek Ödülleri                          | En İyi Kadın Oyuncu                                                |
| 2001 | Bizim Lösemili Çocuklar Vakfı Ödülleri             | Onur Üyeliği                                                       |
| 2002 | MGD Altın Objektif Ödülleri                        | En İyi Kadın Oyuncu                                                |
| 2005 | 11.Kral Tv Video Müzik Ödülleri                    | En İyi Arabesk-Fantezi Müzik Kadın Sanatçı                         |
| 2005 | 6.Tüketiciyle Dost Altın Kalite Zirvesi Ödülleri   | En İyi Tüketici                                                    |
| 2005 | 6.Tüketiciyle Dost Altın Kalite Zirvesi Ödülleri   | En İyi Sanatçı                                                     |
| 2005 | Kadir Has Üniversitesi Ödülleri                    | En Has Albüm                                                       |
| 2005 | Fatih Üniversitesi Ödülleri                        | En Aktif Kadın Sanatçı                                             |
| 2005 | MÜYAP Ödülleri                                     | En Çok Satan Albüm                                                 |
| 2006 | MÜYAP Ödülleri                                     | En Çok Satan Albüm (Gülben Ergen)                                  |
| 2006 | Altın Nota Ödülleri                                | En İyi Pop-Fantezi Kadın Sanatçı                                   |
| 2006 | Jetix Çocuk Ödülleri Türkiye                       | En İyi Kadın Şarkıcı                                               |
| 2006 | Kadir Has Üniversitesi Ödülleri                    | En Has Albüm                                                       |
| 2006 | Kadir Has Üniversitesi Ödülleri                    | En Has Kadın Sanatçı                                               |
| 2009 | Aslan Max Ödülleri                                 | En Sevilen Kadın Şarkıcı                                           |
| 2009 | Aslan Max Ödülleri                                 | En Sevilen Şarkı (Sürpriz)                                         |
| 2009 | MÜYAP Ödülleri                                     | En Çok Satan Albüm (Aşk Hiç Bitmez)                                |
| 2009 | MÜYAP Ödülleri                                     | En Çok İndirilen Albüm (Aşk Hiç Bitmez)                            |
| 2009 | Kadir Has Üniversitesi Ödülleri                    | En Has Albüm (Aşk Hiç Bitmez)                                      |
| 2009 | MGD Altın Objektif Ödülleri                        | Yılın Yorumcusu                                                    |
| 2009 | AB Kalite Ödülleri                                 | Onur Ödülü                                                         |
| 2009 | 36.Altın Kelebek Ödülleri                          | En İyi Fantezi Müzik Kadın Solist                                  |
| 2009 | 36.Altın Kelebek Ödülleri                          | Yılın Klibi (Yalnızlık)                                            |
| 2010 | 1.Pal Fm Müzik Ödülleri                            | En İyi Düet (Giden Günlerim Oldu)                                  |
| 2010 | Forumüzik Ödülleri                                 | Yılın Şarkısı (Giden Günlerim Oldu)                                |
| 2010 | Forumüzik Ödülleri                                 | En İyi Pop Kadın Şarkıcı                                           |
| 2010 | Forumüzik Ödülleri                                 | En İyi Düet (Giden Günlerim Oldu)                                  |
| 2010 | Forumüzik Ödülleri                                 | En İyi Albüm                                                       |
| 2010 | Çanakkale Ticaret ve Sanayi Odası Ödülleri         | Yılın Sosyal Girişimcilik Projesi Ödülü                            |
| 2010 | MÜYAP Ödülleri                                     | En Çok İndirilen Şarkı (Giden Günlerim Oldu)                       |
| 2011 | Dünya Tüketici Akademisi Kalite Ödülleri           | En İyi Sosyal Sorumluluk Projesi (Çocuklar Gülsün Diye)            |
| 2011 | YTÜ Yılın Yıldızları Ödülleri                      | En İyi Sosyal Sorumluluk Projesi (Çocuklar Gülsün Diye)            |
| 2011 | Kadir Has Üniversitesi Ödülleri                    | En Has Sosyal Sorumluluk Projesi (Çocuklar Gülsün Diye)            |
| 2011 | Uluslararası Okul Öncesi Eğitimi Kongresi Ödülleri | En İyi Sosyal Sorumluluk Projesi (Çocuklar Gülsün Diye)            |
| 2011 | Rotabest Ödülleri                                  | En İyi Sosyal Sorumluluk Projesi (Çocuklar Gülsün Diye)            |
| 2011 | 10.Avrupa Gazeteciler Derneği Ödülleri             | En İyi Sosyal Sorumluluk Projesi (Çocuklar Gülsün Diye)            |
| 2012 | MÜYAP Ödülleri                                     | En Çok İndirilen Şarkı (Şıkır Şıkır)                               |
| 2012 | 2.Karadeniz Vakfı (Karvak) Ödülleri                | Yılın En Başarılı Sosyal Sorumluluk Projesi (Çocuklar Gülsün Diye) |
| 2013 | 19. Siyaset Dergisi Ödülleri                       | Yılın Sanatçısı                                                    |
| 2013 | 20.İTÜ EMÖS Başarı Ödülleri                        | Yılın En Başarılı Sosyal Medya Kullanıcısı                         |
| 2013 | Engelsiz Yaşam Vakfı Ödülleri                      | Vakıf Özel Ödülü                                                   |
| 2013 | Yarının Liderleri Başarı Ödülleri                  | En İyi Sosyal Sorumluluk Projesi (Çocuklar Gülsün Diye)            |
| 2014 | Mimar Sinan Güzel Sanatlar Lisesi Ödülleri         | En İyi Kadın Kuşağı Programı (Gülben)                              |
| 2014 | 4.Pal Fm Müzik Ödülleri                            | En İyi Sosyal Sorumluluk Projesi (Çocuklar Gülsün Diye)            |
| 2014 | 3.Kristal Fare Medya Ödülleri                      | En İyi Sosyal Sorumluluk Projesi (Çocuklar Gülsün Diye)            |
| 2014 | 13.magazinci.com İnternet Medyası (En İyiler)      | Yılın Sosyal Sorumluluk Ödülü (Çocuklar Gülsün Diye)               |
| 2015 | 1.Elele Avon Kadın Ödülleri                        | Yılın Sosyal Sorumluluk Projesi (Çocuklar Gülsün Diye)             |
| 2015 | Moon Life Dergisi Ödülleri                         | En İyi Sosyal Sorumluluk Projesi (Çocuklar Gülsün Diye)            |
| 2015 | Arel Üniversitesi 4.Medya ve Sanat Ödülleri        | En İyi Sosyal Sorumluluk Projesi                                   |
| 2015 | DMC Ödülleri                                       | Dijital Satış Ödülü Altın Plak (Aşkla Aynı Değil)                  |
| 2016 | Çekmeköy 2023 1.Sosyal Farkındalık Ödülleri        | En İyi Sosyal Sorumluluk Projesi (Çocuklar Gülsün Diye)            |
| 2016 | İstanbul Gelişim Üniversitesi 5.Medya Ödülleri     | En İyi Albüm (Kalbimi Koydum)                                      |
| 2016 | The Brand Age Ödülleri                             | Yılın İlham Veren Kadınları Duyarlılık Ödülü                       |
| 2016 | Ege Üniversitesi 5.Medya Ödülleri                  | En İyi Düet (Aşkla Aynı Değil)                                     |
| 2016 | Ege Üniversitesi 5.Medya Ödülleri                  | Sosyal Sorumluluk Özel Ödülü (Çocuklar Gülsün Diye)                |
| 2016 | Türk Kalp Vakfı Ödülleri                           | En İyi Kalp Ödülü                                                  |
| 2016 | 5.Okul Öncesi Eğitim Zirvesi                       | Teşekkür Plaketi                                                   |
| 2016 | MGD 22.Altın Objektif Ödülleri                     | En İyi Sosyal Sorumluluk Projesi (Çocuklar Gülsün Diye)            |
| 2016 | 7.Quality Of Magazine Dergisi Ödülleri             | En Quality Sosyal Sorumluluk Projesi (Çocuklar Gülsün Diye)        |